# Genetyllis violacea
Genetyllis violacea är en ringmaskart som beskrevs av Hartmann-Schröder 1965. Genetyllis violacea ingår i släktet Genetyllis och familjen Phyllodocidae. Inga underarter finns listade i Catalogue of Life.